# Andriej Iwanow (ur. 1988)
Andriej Aleksiejewicz Iwanow (ros. Андрей Алексеевич Иванов, ur. 8 października 1988 w Moskwie) – rosyjski piłkarz grający na pozycji lewego obrońcy.

## Kariera klubowa
Karierę piłkarską Iwanow rozpoczął w Spartaku Moskwa. W 2006 roku przeszedł z kadry juniorów do seniorów, którą prowadził Łotysz Aleksandrs Starkovs. 26 listopada 2006 zadebiutował w rosyjskiej Premier Lidze w wygranym 1:0 wyjazdowym spotkaniu z Krylją Sowietow Samara. W 2006 roku został ze Spartakiem wicemistrzem Rosji. W sezonie 2007 rozegrał 7 spotkań w lidze i był rezerwowym dla Rienata Sabitowa i Romana Szyszkina. Spartak ponownie wywalczył wicemistrzostw Rosji. Natomiast w sezonie 2008 wystąpił w 12 spotkaniach.
Na początku 2009 roku Iwanow został wypożyczony do zespołu Tom Tomsk. 15 marca rozegrał w jego barwach swoje pierwsze spotkanie, przegrane na własnym stadionie 0:1 z Krylją Sowietow Samara. Od początku sezonu 2009 był podstawowym zawodnikiem Tomska. W 2010 roku wrócił do Spartaka.
W 2011 roku Iwanow przeszedł do Lokomotiwu Moskwa.
| Sezon   | Klub              | Kraj  | Rozgrywki        | Mecze | Bramki |
| ------- | ----------------- | ----- | ---------------- | ----- | ------ |
| 2006    | Spartak Moskwa    | Rosja | Priemjer-Liga    | 1     | 0      |
| 2007    | Spartak Moskwa    | Rosja | Priemjer-Liga    | 7     | 0      |
| 2008    | Spartak Moskwa    | Rosja | Priemjer-Liga    | 12    | 0      |
| 2009    | Tom Tomsk         | Rosja | Priemjer-Liga    | 19    | 0      |
| 2010    | Tom Tomsk         | Rosja | Priemjer-Liga    | 13    | 0      |
| 2010    | Spartak Moskwa    | Rosja | Priemjer-Liga    | 12    | 0      |
| 2011/12 | Lokomotiw Moskwa  | Rosja | Priemjer-Liga    | 2     | 0      |
| 2011/12 | Tom Tomsk         | Rosja | Priemjer-Liga    | 2     | 0      |
| 2012/13 | FK Rostów         | Rosja | Priemjer-Liga    | 4     | 0      |
| 2014/15 | Sibir Nowosybirsk | Rosja | Pierwyj diwizion |       |        |

## Kariera reprezentacyjna
W 2008 roku Iwanow zadebiutował w reprezentacji Rosji U-21.